# Riitta Vainionpää
Riitta Maija Vainionpää, född 3 oktober 1952 i Muuruvesi, Finland, död 24 april 2021 i Botkyrka distrikt i Huddinge kommun, var en finsk-svensk konstnär som arbetade i textil och måleri.
Vainionpää hade konstnärlig utbildning från Limingo konstskola 1972, Konstindustriella högskolan i Helsingfors 1975, Åbo ritskola 1979 och Fria konstskolan i Helsingfors 1982.
Hon medverkade i ett stort antal utställningar i Sverige – ett 50-tal fram till 2011 – och vidare i Finland, Frankrike, Japan och Turkiet.
Ett av hennes mest kända verk är det stora samhällskritiska broderiet Då och nu (2002–2010) utformat som serierutor med pratbubblor och visat på Liljevalchs vårsalong 2011, vilket var hennes sjätte medverkan där. Det visades därefter på Landskrona konsthall.
I en samlingsutställning på Röhsska museet 2015/2016 deltog hon med Nu får det vara nog, ett broderi på bomullslakan 2 m × 6 m (1996–2004).
Vainionpää tilldelades flera stipendier och valdes till Årets konstnär 2011 av den svensk-finska konstföreningen Suomiart.
Vainionpää medverkade i Se upp för Jönssonligan 2020. Hon avled i april 2021 i sviterna av covid-19.